# Expédition d'Abu Qatadah ibn Rab'i al-Ansari (Khadirah)
Pour les articles homonymes, voir Expédition d'Abu Qatadah ibn Rab'i al-Ansari.
 (juin 2025).
Si vous disposez d'ouvrages ou d'articles de référence ou si vous connaissez des sites web de qualité traitant du thème abordé ici, merci de compléter l'article en donnant les références utiles à sa vérifiabilité et en les liant à la section « Notes et références ».
L’expédition d'Abu Qatadah ibn Rab'i al-Ansari, à Khadirah (aussi orthographié Khadrah), et aussi connue comme la campagne de Khadrah, se déroula en novembre 629 AD, 8AH[Quoi ?], 8e mois, du calendrier islamique.